# Wolfgang Kreissl-Dörfler
Wolfgang Kreissl-Dörfler (ur. 1 grudnia 1950 w Augsburgu) – niemiecki pedagog i działacz społeczny oraz polityk, poseł do Parlamentu Europejskiego IV, V, VI i VII kadencji.

## Życiorys
Z wykształcenia pedagog społeczny, z zawodu rolnik. Od 1979 do 1985 pracował dla organizacji na rzecz rozwoju Deutscher Entwicklungsdienst w Brazylii. Był ekspertem organizacji pozarządowej Deutsche Welthungerhilfe w Angoli (1986–1987). W kraju zajmował się pracą z azylantami i osobami ubiegającymi się o azyl, był kierownikiem projektu na rzecz młodzieży bezrobotnej oraz kierownikiem ds. pedagogicznych w centrum rehabilitacyjnym dla ciężko upośledzonych i sparaliżowanych. W 1994 został wybrany do Parlamentu Europejskiego z listy Zielonych. Po raz kolejny mandat uzyskiwał w latach 1999, 2004 i 2009 (jako przedstawiciel Zielonych, a później SPD, do której przeszedł w 2000).
Jest członkiem Forum Północ-Południe w Monachium, WEED (gospodarka światowa, ekologia i rozwój) oraz niemieckiej organizacji profederalistycznej Europa-Union. Pracował jako międzynarodowy obserwator wyborów z ramienia ONZ w Angoli (1992), Meksyku (2000), jako kierownik misji – główny obserwator UE w Timorze Wschodnim (2001).